# 九龍巴士64M線
九龍巴士64M線是香港新界的一條已停駛的巴士路線。本線是天水圍新市鎮首批巴士路線之一。

## 歷史
- 1992年4月8日：配合天耀邨落成而開辦，開辦時已是普通巴士及空調巴士混合行走。最初只在非繁忙時間服務，以便騰出資源。
- 1993年2月28日：本線改為只在繁忙時間提供服務，服務時段以外由69M取代
- 1997年6月23日：本線重新提升至每天全日服務，並繞經天慈邨。
- 1998年5月26日：配合大欖隧道通車，本線改經大欖隧道，不再駛經屯門，並改為全空調服務，而荃灣區總站改為荃灣站，19天後遷回荃灣碼頭。
- 2004年4月4日：本線停駛，由第二代69P取代，由69M、265M、269M增加分段收費。本線停駛後，和2008年5月9日起，69M往葵芳鐵路站方向，不再經天耀巴士總站，改停天耀路耀民樓對出，再沒有任何全日服務的專利巴士線駛入，或以天耀為終點站。

## 客量
由於本線服務範圍較小，因此整體客量只屬一般，但因為車費方面較其他對外路線便宜，仍然有一定乘客支持。不過西鐵（今稱港鐵屯馬綫）於2003年聖誕前通車後，由於天耀邨鄰近天水圍站，本路線客量受到沉重打擊，最後於2004年4月停駛。

## 收費
全程：$8.4
- 荃景圍天橋往荃灣（如心廣場）：$3.3
- 天耀邨耀豐樓往天耀：$3.5

## 用車
此路線開線時，主要使用勝利二型（G）及丹尼士巨龍11米（AD）行走；其後非空調用車改為利蘭奧林比安（S3BL）。
全線車隊空調化後，此路線改用富豪奧林比安11米（AV）空調巴士行走，直至2001年換入Neoplan Centroliner（AP）。
取消前，此路線使用8輛Neoplan Centroliner（AP）12米雙層空調巴士行走。

## 行車路線
此路線的官方全程行車里數為24.8公里，行車時間約為43分鐘。（平均行車時速約為34.6公里）

天耀開經：天耀路、天湖路、天城路、天福路、朗天路、唐人新村交匯處、元朗公路、青朗公路（大欖隧道）、屯門公路、青山公路－荃灣段、西樓角路及大河道
荃灣（如心廣場）開經：大河道、青山公路－荃灣段、屯門公路、青朗公路（大欖隧道）、元朗公路、唐人新村交匯處、朗天路、天福路、天城路、天湖路及天耀路

### 沿線車站
| 天耀邨開 | 天耀邨開         | 天耀邨開                 | 荃灣（如心廣場）開 | 荃灣（如心廣場）開 | 荃灣（如心廣場）開       |
| 序號     | 車站名稱         | 位置                     | 序號               | 車站名稱           | 位置                     |
| -------- | ---------------- | ------------------------ | ------------------ | ------------------ | ------------------------ |
| 1        | 天耀巴士總站     | 天耀巴士總站             | 1                  | 如心廣場巴士總站   | 荃灣（如心廣場）巴士總站 |
| 2        | 賞湖居           | 天湖路                   | 2                  | 建明街             | 青山公路－荃灣段         |
| 3        | 天水圍運動場     | 天湖路                   | 3                  | 福來邨永康樓       | 青山公路－荃灣段         |
| 4        | 天慈邨           | 天城路                   | 4                  | 荃景圍天橋         | 青山公路－荃灣段         |
| 5        | 大欖隧道         | 大欖隧道轉車站           | 5                  | 大欖隧道           | 大欖隧道轉車站           |
| 6        | 荃景圍天橋       | 青山公路—荃灣段          | 6                  | 天耀邨耀豐樓       | 天城路                   |
| 7        | 愉景新城         | 青山公路—荃灣段          | 7                  | 天耀邨耀盛樓       | 天湖路                   |
| 8        | 荃灣站           | 西樓角路                 | 8                  | 天耀巴士總站       | 天耀巴士總站             |
| 9        | 大河道           | 大河道                   |                    |                    |                          |
| 10       | 如心廣場巴士總站 | 荃灣（如心廣場）巴士總站 |                    |                    |                          |